# 아토믹 블론드
《아토믹 블론드》(영어: Atomic Blonde)는 2017년 7월 개봉한 미국의 액션 첩보 스릴러 영화이며, 데이비드 리치가 첫 단독 연출을 맡았고 커트 존스태드가 각본을 썼다. 1989년 베를린 장벽 붕괴 전날에 서방 진영에 침투된 이중간첩들의 신상 정보가 담긴 리스트를 찾으려 하는 첩보 요원의 내용을 담은 앤터니 존스턴와 샘 하트의 그래픽 노블 《The Coldest City》를 원작으로 한다. 샤를리즈 테론, 제임스 매커보이가 주연을 맡았고, 존 굿맨, 틸 슈바이거, 에디 마산, 토비 존스, 소피아 부텔라등이 조연으로 출연하였다.
2017년 3월 12일 SXSW에서 전세계 최초 상영되었으며, 포커스 피처스를 통해 2017년 7월 28일 미국에서 극장 개봉되었다. 8,000만 달러의 수익을 거뒀고, 액션 장면과 테론, 매커보이의 연기, 사운드트랙에서는 칭찬을 받으며 대체적으로 긍정적인 평가를 얻었으나 각본과 영화 진행 속도 면에서 비판을 받았고, 《존 윅》과 비교되기도 했다.

## 줄거리
1989년으로, 베를린 장벽 붕괴가 예고된 시점의 혼란한 베를린에서 근무중이던 MI6의 제임스 개스코인 요원이 살해당한다. 범인은 KGB의 악명높은 유리 바흐친 요원이었다. 바흐친은 개스코인이 가지고 있던 '리스트'를 훔쳤다. 리스트는 소련에서 활동하는 수많은 간첩들의 명단이었다.
열흘이 지나 MI6는 1급 스파이 로레인 브로튼을 호출한다. MI6 고위관리 에릭 그레이와 CIA의 에밋 커츠펠드 요원은 개스코인 살해 사건을 조사하라는 명목으로 로레인을 베를린으로 보낸다. 로레인은 베를린 지부 요원 데이비드 퍼시벌과 협동하며 개스코인 살해의 연결고리를 추적한다. KGB 요원들의 추적을 받아가며 개스코인이 머물던 집을 조사한 결과 퍼시벌이 사실 개스코인 살해와 연관이 있었고, 로레인은 그가 정보를 내통한 독일의 간첩 '사첼'이 아닌가 의심하기 시작한다. 그즈음 로레인은 프랑스 정보부의 신참 요원으로서 로레인에게 접근한 델핀 라살과 관계를 갖는다.
유리 바흐친은 리스트를 팔려고 했지만 퍼시벌이 그를 살해하고 리스트를 가져간다. 퍼시벌은 다시 무기상 알렉산드르 브레모비치와 리스트를 거래한다. 델핀이 퍼시벌의 약점을 잡기 위해 그 현장을 사진으로 찍는다. 한편 리스트의 내용을 전부 암기하고 있어 KGB의 표적이 된 요원 '스파이글래스'가 로레인과 퍼시벌을 찾아와 서독으로 탈출하는 것을 도와달라고 부탁한다. 로레인은 시위의 인파 속에 몸을 숨겨 탈출을 돕지만, 배신한 퍼시벌이 스파이글래스를 쏜다. 로레인은 스파이글래스를 데리고 브레모비치 일당의 추적을 필사적으로 뿌리치지만 결국 스파이글래스가 사망하고 만다. 델핀이 퍼시벌의 내통 현장을 목격했다며 협박하자 퍼시벌은 델핀도 죽인다. 로레인은 델핀이 남긴 사진을 입수하고 퍼시벌이 사첼이라는 것을 입증해낸 뒤, 도망치는 퍼시벌을 쫓아 사살한다. 퍼시벌과 개스코인의 시신은 MI6로 인도되고 로레인은 영국으로 귀환한다.
MI6는 퍼시벌을 죽인 것에 대해 로레인을 심문하고, 로레인은 증거를 내밀며 퍼시벌이 내통자임을 밝힌다. 에릭 그레이는 리스트의 행방을 말하라고 하지만 로레인은 모른다고 한다. 리스트가 밝혀지면 안 되기에 사건은 아무도 모르게 종결된다.
사흘 뒤 파리에서 로레인은 변장하고 브레모치비를 만나 자기가 사첼이라면서 가짜 리스트를 넘겨준다. 브레모비치는 속지 않는다면서 로레인을 공격하지만 패배하고 죽는다. 브레모비치를 죽이기 전에 로레인은 실은 CIA 요원인 이중 스파이였으며 모든 사건을 조작한 것이 자기라고 밝힌다. 그러고는 에밋 커츠펠드와 함께 파리를 떠난다.

## 출연진
- 샤를리즈 테론 - 로레인 브루턴, MI6 최고 수준의 현장 요원.
- 제임스 매커보이 - 데이비드 퍼시벌, 로레인과 협력하는 괴짜 베를린 지부장.
- 소피아 부텔라 - 델핀 라살, 로레인의 연인이 되는 잠복중인 프랑스 요원.
- 에디 마산 - 스파이글래스, 리스트를 훔친 동독 국가보안부 배반자.
- 존 굿맨 - 에멧 커즈펠드, M16와 함께 일하는 CIA 요원.
- 토비 존스 - 에릭 그레이, 브루턴의 MI6 상관.
- 제임스 포크너 - MI6 국장.
- 롤란 묄레르[5] - 알렉산데르 브레모비치, 스파이 행위를 하는 무례한 러시아계 독일인 갑부 무기상.
- 빌 스카르스고르드 - 메르켈, 브루턴의 CIA 임무 보좌관.
- 샘 하그레이브 - 제임스 가스코인, 로레인과 가까운 사이던 사망한 MI6 요원.
- 요하네스 하우쿠르 요하네손 - 유리 바흐틴
- 틸 슈바이거 - 시계공, 수공예 시계를 만드는 MI6의 기이한 협력자.
- 바르바라 수코바 - 시체 검시관
- 아틸라 아르파 - 국경수비대
- 디클란 한니간 - 운전사
- 다니엘 베른하르트 - 저격수

## 제작
그래픽 노블 《The Coldest City》의 각색화가 2015년 5월에 알려졌다.  버라이어티 지는 이 작업이 테론에게 "열정적인 프로젝트"이며, 그녀의 영화 제작사 덴버 앤 델리아 프로덕션스가 미발행본 그래픽 노블을 받았을 때 그녀는 5년 전에 처음 이야기를 접하게 되었다. 라고 묘사했다. 《존 윅》에 대한 테론의 관심은 해당 영화의 감독 중 한 명이자 《The Coldest City》 프로젝트의 키를 잡고 있던 데이비드 리치에게 영감을 주었다. 마침내 리치는 《The Coldest City》 작업을 위해 《존 윅: 리로드》을 떠났다. 테론에 따르면, 《매드 맥스: 분노의 도로》의 성공이 《아토믹 블론드》에서 작업을 하는데 도움을 주었다고 하였다. 이 영화에서는 원작에서는 없었던 양성애가 등장한다. 이는 각본가 커트 존스태드가 테론에게 "다른 첩보 영화와 무엇이 다른지 생각해보세요"라는 말을 듣고 추가된 것이다. 리치는 양성애적인 장면이 "도발적"인 것이 아니라 "스파이라면 정보를 얻기 위해 무엇이든지 할 것이다,", 그리고 주인공이 "그녀의 친밀함과 우정을 찾는 작은 방법"이라 주장했다.
주인공 역으로의 테론의 캐스팅은 2015년 5월에 알려졌고, 제임스 매커보이는 10월에 알려졌다. 11월에 존 굿맨 또한 영화에 합류하라는 이야기를 나눈 소식이 보도되었다. 본래는 데이비드 보위를 프로젝트에 참여할 것으로 기대했으나, 그가 사망하기 바로 직전에 그 제안을 거절했다. 해당 배역을 준비하기 위해서 테론은 "처음부터 [그녀를] 매일 토하게 한"  8명의 개인 트레이너들과 함께 작업을 하였다. 이 과정에서 턱을 쌔게 물고 있다가 테론의 이가 금이가 수술을 하여 붙여야 했다. 테론의 연습 시간이 《존 윅: 리로드》 촬영을 위해 연습하던 키아누 리브스와 겹쳐, 그 둘은 경쟁 관계로 발전하여 스파링을 같이 해주기도 했다.
본 촬영은 2015년 11월 22일 부다페스트에서 시작되어, 이후 베를린으로 옮겼다.

### 사운드트랙
영화 제작을 시작할 때부터, 리치는 이 작업에 적절한 음악을 사용하는 것이 중요하다고 느겼다. 이 부분은 "이 딱딱한 냉전 첩보 영화를 어떻게하면 다른 모습으로 보여줄까?"라는 질문에 대답하려는 시도였다. 사운드트랙은 1980년대의 곡들과 그 곡들의 커버 곡을 종합해 사용했다. 커버곡들은 "80년대의 느낌을 현대화시켜" 사용하였다. 이 영화의 제작자들은 리치가 원하던 곡들에 대한 저작권들을 모두 얻지 못 할까봐 우려했었지만, 최종 제작 과정에서 그가 고른 곡들의 75% 가량을 사용했다.

## 개봉
2015년 5월 포커스 피처스가 영화 배급권을 획득했다. 초기에는 2017년 7월 28일로 옮기기 전에는 2017년 8월 11일 개봉하기로 계획을 세웠다. 영화는 2017년 3월 12일 사우스 바이 사우스웨스트에서 시사회를 가졌다.

### 박스 오피스
2017년 8월 27일 《아토믹 블론드》는 제작비 3,000만 달러 대비, 미국과 캐나다 등지에서 4,900만 달러 수익을 거뒀고 다른 지역에서는 3,190만 달러를 벌어들이며 월드 와이드 수익 총합 8,090만 달러에 이르렀다.
《아토믹 블론드》는 개봉 첫 주 3,304개의 극장에서 2,000만 달러를 벌어들일 것이라 예상했다. 2,685개의 극장에서 개봉 전야인 수요일 밤에 152만 달러를 벌어들였다. 첫 날 (개봉 전야 포함) 에 710만 달러 수익을 거둔 후, 첫 주에 1,830만 달러를 벌며, 《덩케르크》, 《이모티: 더 무비》, 《걸즈 트립》에 이어 그 주 4위로 박스 오피스를 마쳤다. 두 번째 주에는 55%가 하락한 820만 달러를 벌어, 박스 오피스 7위로 마쳤다. 3주 차에는 450만 달러를 4주 차에는 220만 달러를 벌어들였고, 각각 박스 오피스 10위와 13위로 마쳤다.

### 비평가 반응
영상물 비평 사이트 로튼 토마토에서 《아토믹 블론드》는 준 리뷰수 219명을 바탕으로 한 긍정 평가 75%와 평점 6.4/10로 나타났다. 해당 사이트에서 일치된 비평 평가는 "아토믹 블론드는 주인공보다 덜 완성적인 묘사를 보완하기 위해 세련된 액션 장면과 - 그리고 굉장히 매력적인 캐릭터 -에서 충분한 마일리지를 얻었다."이다.